# Pardosa yamanoi
Pardosa yamanoi là một loài nhện trong họ Lycosidae.
Loài này thuộc chi Pardosa. Pardosa yamanoi được Hozumi Tanaka & Suwa miêu tả năm 1986.